# Łącka Góra
Łącka góra (také Góra Łącka nebo Wydma Łącka) je pohyblivá duna, s výškou 42 metrů je to nejvyšší duna na polském pobřeží Baltu. Její délka je přibližně 1300 m a šířka 500 m.  Přesýpá se přibližně směrem na východ rychlostí zhruba 3,5–10 m za rok. Leží ve Slovinském národním parku poblíž města Łeba v Pomořském vojvodství. K duně Łącka góra se lze dostat výhradně turistickou stezkou přes chráněné území Slovinského národního parku, a to buď ze směru od vesnice Rąbka, nebo od vesnice Czołpino. Łącka góra a její okolí jsou turisticky velmi atraktivní, jsou také nazývané Polská sahara.

## Galerie

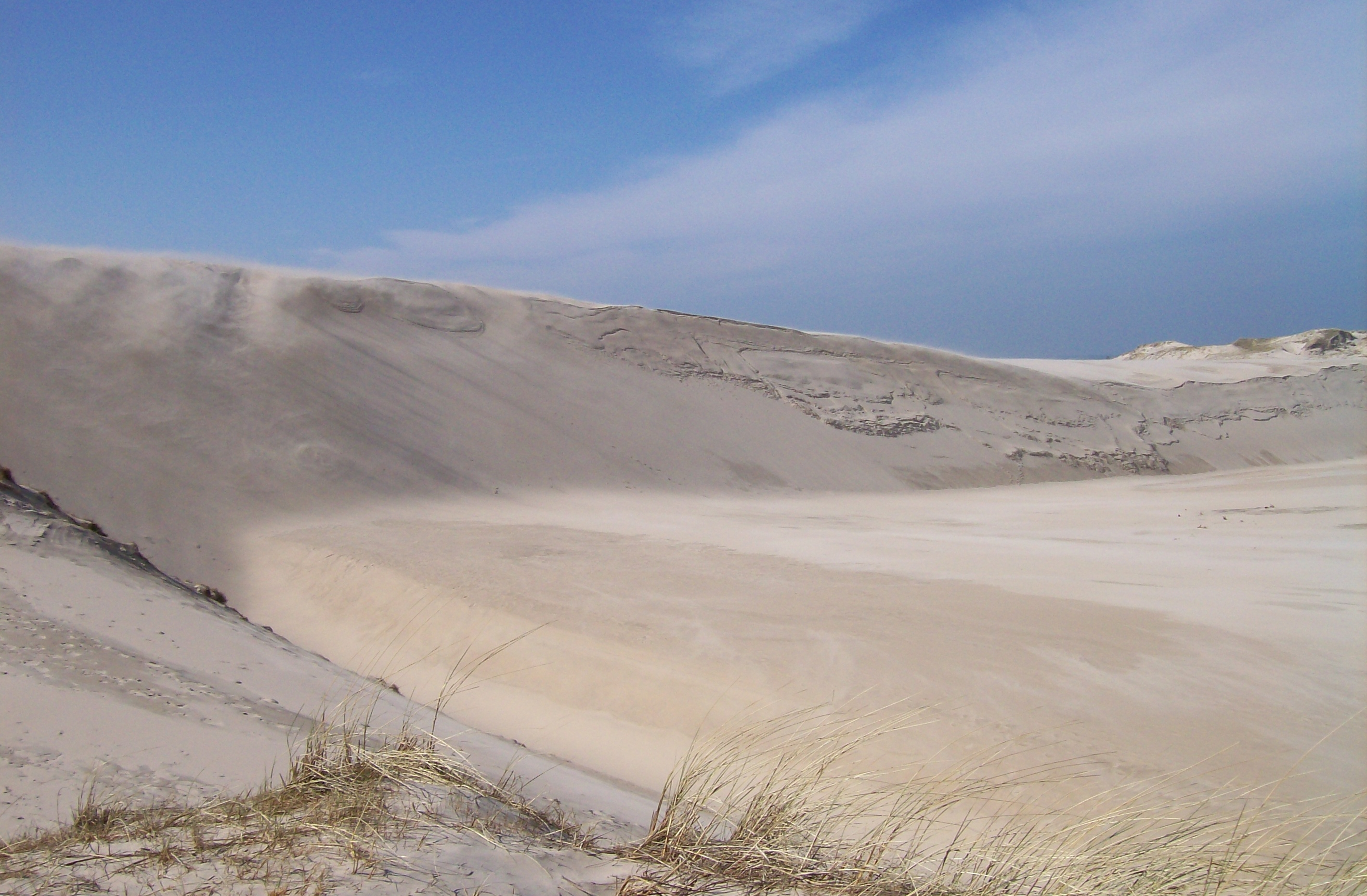